# Mesanthura bivittata
Mesanthura bivittata là một loài chân đều trong họ Anthuridae. Loài này được Kensley miêu tả khoa học năm 1987.